# 穆來輔
穆來輔（1549年—？），字誨之，號啓吾。陝西寧夏中屯衛（庆阳）軍籍，興平縣人，明朝政治人物。

## 生平
陝西鄉試第四十一名，萬曆八年（1580年）庚辰科會試第二百三十五名，登三甲第十九名進士。工部觀政，本年授大名府推官，十三年行取，七月选授户科給事中，差巡视寿宫工程，十五年二月升兵科右，十六年三月升户科左，九月神宗亲阅寿宫工程，候五品京堂推用，不久升通政司右参议，兼原职监工。十八年六月以寿宫建成，升右通政，阅视蓟州、昌平兼河南道御史职行，二十年十一月被逮捕问罪。二十一年调戍。

## 家族
曾祖穆成；祖父穆彥文，曾任壽官；父穆景葵，贈大名府推官。母楊氏。